# Tom Okker
Thomas Samuel Okker (* 22. února 1944 Amsterdam) je bývalý nizozemský tenista. Vynikal rychlým pohybem po kurtu, díky němuž získal přezdívku „Létající Holanďan“.
Stal se pětkrát amatérským mistrem Nizozemska, od roku 1968 začal hrát profesionálně. Vyhrál 40 turnajů ve dvouhře a 69 ve čtyřhře, je dvojnásobným grandslamovým vítězem: v roce 1973 vyhrál čtyřhru na French Open spolu s Johnem Newcombem a v roce 1976 na US Open s Marty Riessenem. Ve dvouhře bylo jeho největším úspěchem finále US Open 1968 a Turnaje mistrů 1973. Na žebříčku ATP byl světovou jedničkou ve čtyřhře (rok 1969) a ve dvouhře se umístil nejlépe třetí. Za daviscupový tým Nizozemska odehrál 35 zápasů, z toho 15 vítězných.
Je židovského původu, v roce 1965 získal na Makabejských hrách zlatou medaili ve dvouhře i smíšené čtyřhře. Byl uveden do Mezinárodní síně slávy židovského sportu. Je vnukem Simona Okkera, který reprezentoval Nizozemsko v šermu na Letních olympijských hrách 1908. Má tři děti, žije s rodinou v Alphen aan den Rijn.
Po ukončení kariéry v roce 1981 byl nehrajícím kapitánem nizozemského daviscupového týmu. Je sběratelem obrazů a spolumajitelem galerie zaměřené na avantgardní umění. Je rovněž úspěšným amatérským golfistou.